# Soufiane el-Bakkali
Pour les articles homonymes, voir Bakkali.
Soufiane el-Bakkali (en amazighe : ⵙⵓⴼⵢⴰⵏ ⵍⴱⵇⵇⴰⵍⵉ; en arabe : سفيان البقالي), né le 7 janvier 1996 à Fès, est un athlète marocain, spécialiste du 3 000 mètres steeple.
Il remporte la médaille d'or des Jeux olympiques de 2020 à Tokyo puis en 2024 à Paris devenant ainsi le premier Marocain à conserver sa médaille d'or dans deux éditions des Jeux Olympiques et le deuxième Marocain à gagner une deuxième médaille d'or aux Jeux olympiques, après Hicham El Guerrouj.
Il est également sacré champion du monde en 2022 à Eugene et en 2023 à Budapest.
Il est également vice-champion du monde en 2017 à Londres, et médaillé de bronze en 2019 à Doha.

## Biographie

### Débuts
Né à Fès et issu d'une famille modeste, el-Bakkali s'est fait remarquer par la section athlétisme du Fès Country Club lors d'une grande opération de détection menée par ce club et destinée exclusivement aux 3 600 écoliers du quartier populaire d'El Merja.
Quatrième des championnats du monde juniors 2014, il se classe cette même année dixième des championnats d'Afrique, sa première compétition internationale senior.
En 2016, Soufiane el-Bakkali échoue au pied du podium des Jeux olympiques de Rio mais réalise un nouveau record personnel en 8 min 14 s 35.

### Première médaille aux championnats du monde (2017)

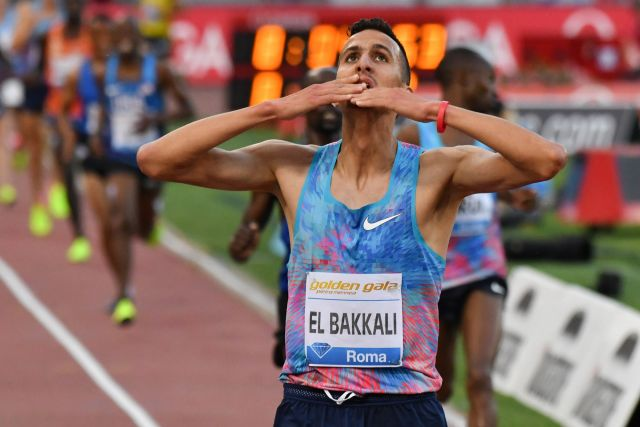
Soufiane el-Bakkali lors du meeting de Rome, en 2017.

Le 8 juin 2017, Soufiane se classe deuxième du meeting de Rome, derrière le champion olympique en titre kenyan Conseslus Kipruto, et améliore de près de neuf secondes son record personnel en établissant le temps de 8 min 5 s 17. Le 16 juillet 2017 au meeting Diamond League de Rabat, il s'impose devant son public battant Conseslus Kipruto, et améliore par l'occasion son record personnel à 
8 min 5 s 12. Aux championnats du monde de Londres, il devient vice-champion du monde du steeple en 8 min 14 s 49, s'inclinant devant Conseslus Kipruto. Il améliore son record personnel un mois plus tard, lors du meeting Ligue de diamant à Bruxelles, avec un chrono de 8 min 4 s 83.
En 2018, il remporte la médaille d'or des Jeux méditerranéens de 2018, et obtient la médaille d'argent aux championnats d'Afrique, devancé une nouvelle fois par Conseslus Kipruto. Le 20 juillet 2018, au Meeting Herculis de Monaco, il descend pour la première fois de sa carrière sous les 8 minutes en remportant la course en 7 min 58 s 15,, devenant le dixième coureur le plus rapide de la distance.
En 2019, Soufiane el-Bakkali remporte la médaille d'argent de l'épreuve du relais mixte lors des championnats du monde de cross-country, en compagnie de Kaoutar Farkoussi, Abdalaati Iguider et Rababe Arafi. Il se classe troisième des Jeux africains à Rabat, devancé par le Kényan Benjamin Kigen et l'Ethiopien Getnet Wale. Figurant parmi les favoris au titre lors des championnats du monde 2019 à Doha, il décroche finalement la médaille de bronze en 8 min 3 s 76, son meilleur temps de l'année, derrière Conseslus Kipruto et l'Ethiopien Lamecha Girma.

### Titre olympique (2021)

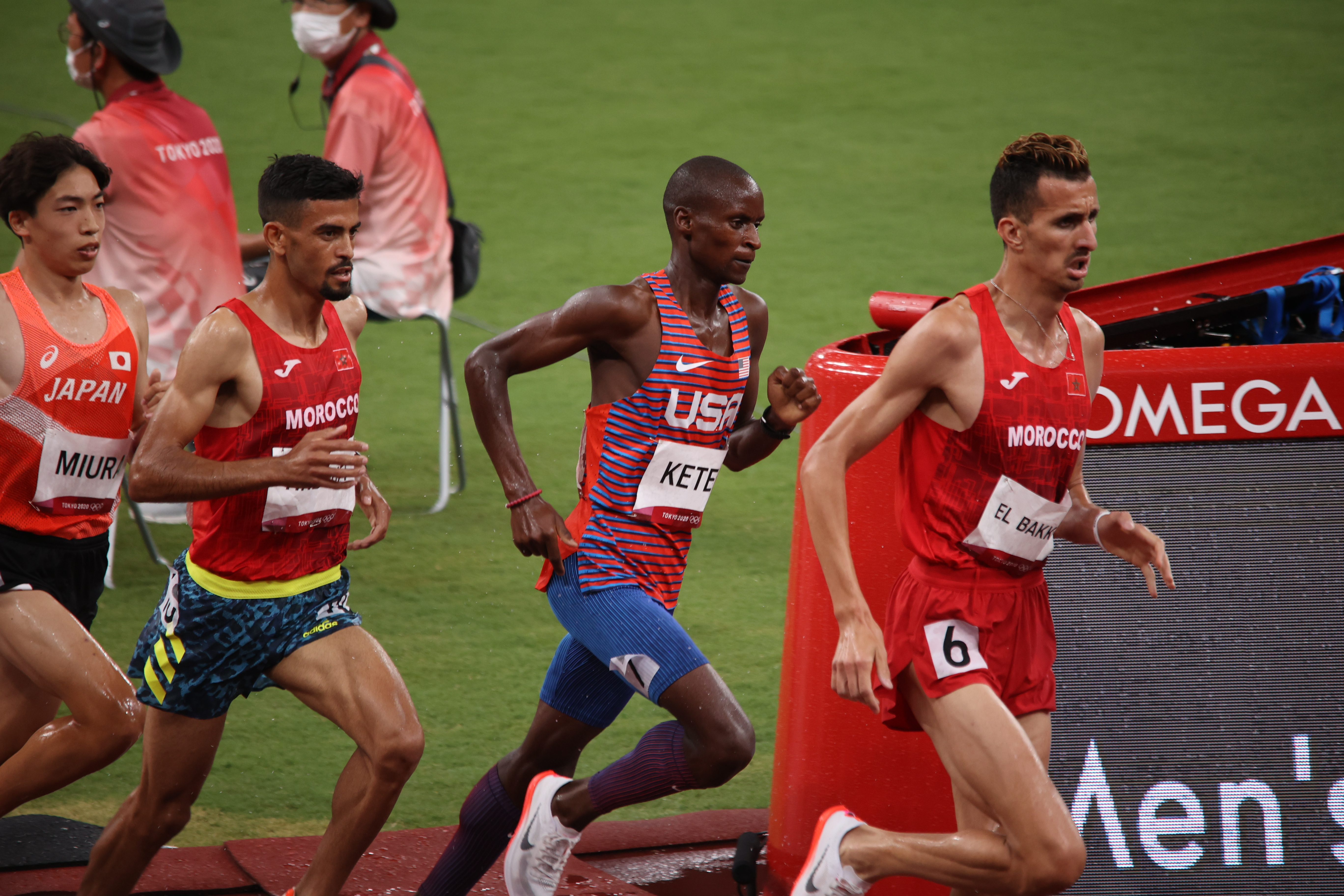
Soufiane el-Bakkali (à droite) lors de la finale des Jeux olympiques de 2020.

Le 28 mai 2021 à Doha, il porte son record personnel du 1 500 mètres à 3 min 31 s 95.
Le 10 juin 2021, il réalise à Rome la meilleure performance mondiale de l'année en Ligue de diamant en réalisant un temps de 8 min 8 s 54.
Le 2 août 2021, lors des Jeux olympiques de Tokyo, il remporte sa première médaille olympique en réalisant un temps de 8 min 8 s 90 après avoir lâché Lamecha Girma et le Kényan Benjamin Kigen dans les 200 derniers mètres. Il devient le premier athlète non-kényan à s'imposer sur cette distance depuis le Polonais Bronisław Malinowski en 1980 à Moscou. Sixième champion olympique marocain en athlétisme, il succède à Hicham El Guerrouj, vainqueur sur 1 500 m et 5 000 m en 2004. Il s’impose également aux JO de Paris, en 2024, remportant une médaille d’or à l’épreuve de 3000 mètres steeple.

### Deux titres de champion du monde (2022-2023)

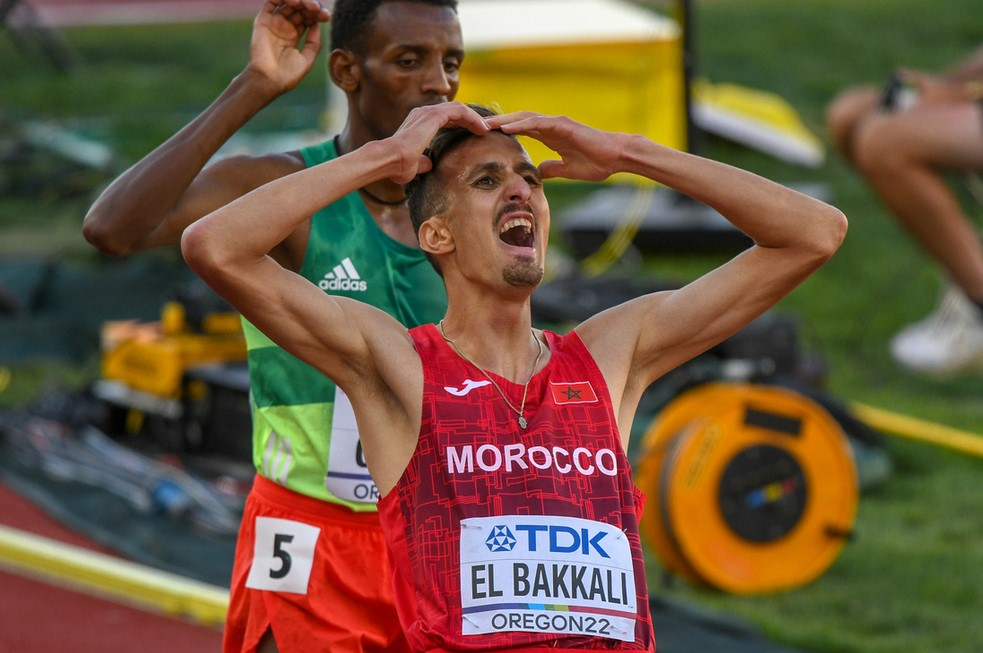
Lors de sa victoire aux championnats du monde 2022.

Soufiane el-Bakkali ne dispute que deux courses avant les championnats du monde 2022, les meetings Ligue de diamant de Doha et de Rabat, qu'il remporte en respectivement 8 min 9 s 66 et 7 min 58 s 28 (meilleure performance mondiale de l'année), à 13/100e de seconde seulement de son record personnel.
Aux Mondiaux de Eugene, il établit le meilleur temps des séries en 8 min 16 s 65, et s'adjuge trois jours plus tard le titre mondial après avoir fait la différence sur ses adversaires après la dernière rivière dans une course tactique qu'il remporte en 8 min 25 s 13. Il devance de près d'une seconde, comme à Tokyo l'année précédente, Lamecha Girma, ainsi que le tenant du titre Conseslus Kipruto. Il devient le premier athlète non-natif du Kenya à décrocher la médaille d'or du steeple depuis l'Italien Francesco Panetta en 1987, et met fin à l'hégémonie kényane titrée de 2007 à 2019.
Il remporte la Ligue de diamant 2022 en s'imposant lors de la finale à Zurich.
Le 28 mai 2023 lors du Meeting international Mohammed-VI, Soufiane el-Bakkali devient le 8e meilleur performeur de tous les temps sur 3 000 m steeple en s'imposant en 7 min 56 s 68. Il gagne par la suite deux nouveaux meetings Ligue de diamant, à Stockholm et à Chorzów.
Lors des championnats du monde 2023 à Budapest, le Marocain conserve son titre planétaire, dans le temps de 8 min 3 s 53, en devançant une nouvelle fois Lamecha Girma, qui avait battu le record du monde du 3 000 m steeple en juin 2023.

### Deuxième titre olympique (2024)
Soufiane el-Bakkali conserve sa couronne en finale des Jeux olympiques 2024, le mercredi 7 août. Il s'impose en 8'06''05. 
El-Bakkali est le premier athlète à enchaîner deux médailles d'or sur 3 000m steeple depuis 92 ans.

## Palmarès
| Date | Compétition                   | Lieu             | Résultat | Epreuve     | Temps         |
| ---- | ----------------------------- | ---------------- | -------- | ----------- | ------------- |
| 2014 | Championnats du monde juniors | Eugene           | 4e       | 3 000 m st. | 8 min 34 s 98 |
| 2014 | Championnats d'Afrique        | Marrakech        | 10e      | 3 000 m st. | 8 min 59 s 66 |
| 2016 | Jeux olympiques               | Rio de Janeiro   | 4e       | 3 000 m st. | 8 min 14 s 35 |
| 2017 | Championnats du monde         | Londres          | 2e       | 3 000 m st. | 8 min 14 s 49 |
| 2017 | Ligue de diamant              | Rabat            | 2e       | 3 000 m st. | 8 min 5 s 12  |
| 2018 | Jeux méditerranéens           | Tarragone        | 1er      | 3 000 m st. | 8 min 20 s 97 |
| 2018 | Championnats d'Afrique        | Asaba            | 2e       | 3 000 m st. | 8 min 28 s 01 |
| 2018 | Ligue de diamant              | Zurich           | 2e       | 3 000 m st. | 8 min 10 s 19 |
| 2019 | Jeux africains                | Rabat            | 3e       | 3 000 m st. | 8 min 19 s 45 |
| 2019 | Ligue de diamant              | Ligue de diamant | 2e       | 3 000 m st. | 8 min 7 s 08  |
| 2019 | Championnats du monde         | Doha             | 3e       | 3 000 m st. | 8 min 3 s 76  |
| 2021 | Jeux olympiques               | Tokyo            | 1er      | 3 000 m st. | 8 min 08 s 90 |
| 2022 | Championnats du monde         | Eugene           | 1er      | 3 000 m st. | 8 min 25 s 13 |
| 2022 | Ligue de diamant              | Ligue de diamant | 1er      | 3 000 m st. | 8 min 7 s 67  |
| 2023 | Championnats du monde         | Budapest         | 1er      | 3 000 m st. | 8 min 03 s 54 |
| 2024 | Jeux olympiques               | Paris            | 1er      | 3 000 m st. | 8 min 06 s 05 |

### Distinctions personnelles
- Meilleur athlète africain de l'année par la CAA : 2022[14]

## Records

### Records personnels
| Épreuve              | Performance   | Lieu  | Date        |
| -------------------- | ------------- | ----- | ----------- |
| 1 500 mètres         | 3 min 31 s 95 | Doha  | 28 mai 2021 |
| 3 000 mètres steeple | 7 min 56 s 68 | Rabat | 28 mai 2023 |

### Meilleures performances par année
| Année | Temps         | Date               | Lieu           | Rang |
| ----- | ------------- | ------------------ | -------------- | ---- |
| 2013  | 8 min 52 s 00 | 6 juillet 2013     | Casablanca     | -    |
| 2014  | 8 min 32 s 66 | 24 mai 2014        | Fès            | 83   |
| 2015  | 8 min 27 s 79 | 27 juin 2015       | Amiens         | 62   |
| 2016  | 8 min 14 s 35 | 17 août 2016       | Rio de Janeiro | 13   |
| 2017  | 8 min 4 s 83  | 1er septembre 2017 | Bruxelles      | 3    |
| 2018  | 7 min 58 s 15 | 20 juillet 2018    | Monaco         | 1    |
| 2019  | 8 min 3 s 76  | 4 octobre 2019     | Doha           | 3    |
| 2020  | 8 min 8 s 04  | 14 août 2020       | Monaco         | 1    |
| 2021  | 8 min 8 s 54  | 10 juin 2021       | Florence       | 4    |
| 2022  | 7 min 58 s 28 | 5 juin 2022        | Rabat          | 1    |
| 2023  | 7 min 56 s 68 | 28 mai 2023        | Rabat          | 1    |